# マーベル アクション・ユニバース
マーベル アクション・ユニバース（Marvel Action Universe）は、アメリカ合衆国で1988年10月2日から1991年9月26日にかけて番組販売で放送されたテレビアニメ放送枠である。ここでは、Dino Riders、ロボコップなどといった新作が放送され、スパイダーマンと続編のアメイジング・フレンズを再放送した形で特集していた。1994年から1997年にかけて番組販売で放送されたザ・マーベル アクション・アワー（The Marvel Action Hour）についても記述する。

## 概要

### マーベル アクション・ユニバース
この番組は3作品で構成されており、約1時間半という非常に長いアニメ枠であった。地方によっては、60分でしか放送されなかったこともある。この枠が最初に放送された際、前半は「Dino-Riders」で、後半は「ロボコップ」だった。スパイダーマンと続編のアメイジング・フレンズの再放送もされ、X-MENのパイロットアニメ版「X-メン:プライド・オブ・ザ・エックスメン」が初放送となった。第2シーズン中には、他にマーベル・プロダクションが制作したアニメ番組も放送されていった。
マーベルは、放送番組の期間内に合わせ、その番組のコミック版を数冊制作した。1989年には『Dino-Riders』のシリーズ作、1989年には1981年に初発売した読み切りコミック『Spider-Man and his Amazing Friends』を『Marvel Action Universe #1』と改題して再出版し、1990年には『X-MEN: Animation Special』という読み切りコミックを出版した。これは『X-メン:プライド・オブ・ザ・エックスメン』の翻案版であり、主にセルアニメで描かれていた。1990年初頭には、ロボコップのコミックを出版し、1992年まで継続した。

### マーベル アクション・アワー
1994年9月24日から1997年11月23日にかけて番組販売で放送された番組枠。最初は1時間番組による2部構成で、前半枠のアイアンマンと後半枠のファンタスティック・フォーが放送されていた。シーズン2からはバイカーマイスが追加され、90分番組となった。これは原作者のスタン・リーが、今回お届けする内容を視聴者に熱く紹介していた。

## 放送作品
2001年にディズニーがフォックス・キッズ・ワールドワイドを買収したため、これらのマーベル作品の所有権はディズニーが持っている。ただし、一部の作品においては他の会社がフランチャイズの権利を所有している。
日本ではこの放送枠自体は存在しないが、一部の放送作品がビデオ化およびテレビ放送されたことがある。
| 作品名                                | 放送期間                      | 備考                     |
| ------------------------------------- | ----------------------------- | ------------------------ |
| Dino-Riders                           | 1988年10月1日 - 12月31日      | 日本未放送               |
| X-MEN:Pryde of The X-Men              | 1989年9月16日                 | パイロット版、日本未放送 |
| ロボコップ THE ANIMATION              | 1988年10月1日 - 12月17日      | 日本未放送               |
| Defenders of the Earth                | 再放送（1986年に初放送）      | 日本未放送               |
| ダンジョンズ&ドラゴンズ               | 再放送（1983年に初放送）      | 日本未放送               |
| 超人ハルク                            | 再放送（1982年に初放送）      |                          |
| The New Fantastic Four                | 再放送（1978年に初放送）      | 日本未放送作品           |
| スパイダーマン                        | 再放送（1981年に初放送）      | 日本未放送作品           |
| スパイダーマン&アメイジング・フレンズ | 再放送（1981年に初放送）      |                          |
| スパイダーウーマン                    | 再放送（1979年に初放送）      |                          |
| アイアンマン                          | 1994年9月24日 - 1996年2月24日 |                          |
| ファンタスティック・フォー            | 1994年9月24日 - 1996年2月24日 |                          |
| バイカーマイス シーズン2              | 1994年9月20日 - 1995年6月23日 |                          |
| 超人ハルク                            | 1996年9月6日 - 1997年11月23日 |                          |